# Глэм-метал
Глэм-метал (англ. Glam metal), также известный как хэйр-метал и поп-метал — поджанр хард-рока и хеви-метала. Он сочетает в себе элементы панк-рока, а также сложные хуки и гитарные риффы, позаимствовав в то же время эстетику глэм-рока 1970-х. Его исполнители отличались тягой к эксцентричности, театральности, сексуальной раскрепощённости, что отражалось и в их ярких, вызывающих сценических образах, и в текстах песен, часто посвящённых любви, сексу и прожиганию жизни.
Глэм-метал возник в конце 1970-х — начале 1980-х годов в США. Особенно сильное развитие он получил в Лос-Анджелесе на музыкальной сцене Sunset Strip под влиянием таких групп, как Kix, Night Ranger, Mötley Crüe и Quiet Riot. Глэм-метал был популярен в 80-х и начале 1990-х годов благодаря таким группам, как Cinderella, Mötley Crüe, Bon Jovi и Guns N’ Roses.
Жанр стремительно потерял свою популярность с 1991 по 1994 год во времена подъёма гранжа и выпуска таких альбомов как Nevermind (Nirvana) и Ten (Pearl Jam), однако начал возрождаться в начале нового тысячелетия во многом благодаря шведскому слиз-металу и деятельности ретро-групп, таких как The Darkness и Steel Panther. Также финская группа Reckless Love добилась популярности, совместив элементы поп-музыки с глэм-металом.

## Характеристики

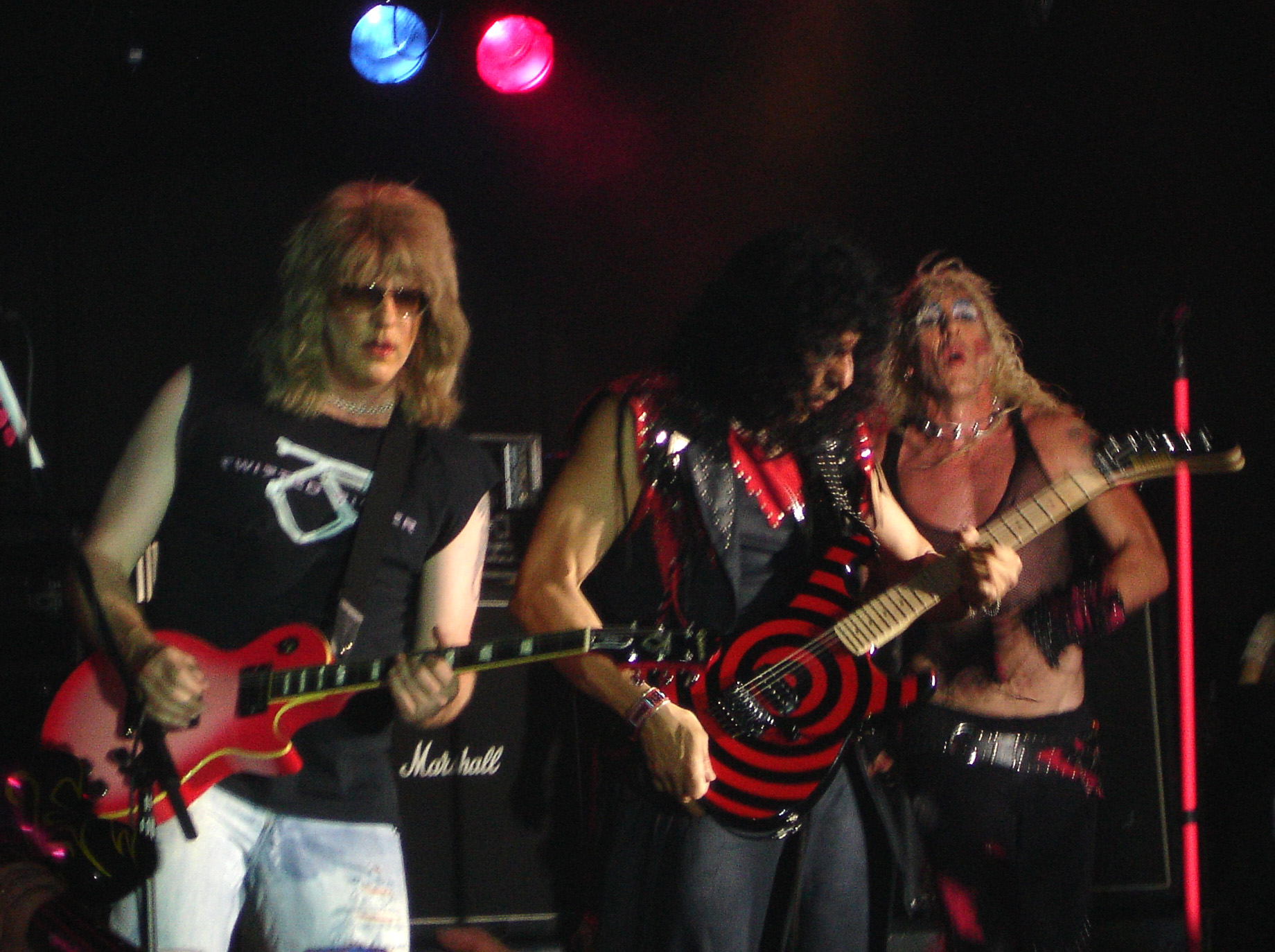
Twisted Sister — типичные представители жанра

С точки зрения музыки глэм-метал использует традиционные песни в жанрах хард-рок и хеви-метал, в которых также сочетались элементы панк-рока, сложные хуки и гитарные риффы. Как и во многих метал-песнях 80-х годов, в них часто фигурировали шред-соло. Для глэм-метала характерно также широкое использование гармоний, в частности в метал-балладах, медленных эмоциональных песнях, которыми обычно завершается альбом или концерт. В глэм-метале было большое количество коммерчески успешных синглов, благодаря которым новый жанр открылся для широкой публики, не хотевшей снова принимать традиционный хеви-метал. Лирика песен глэм-метала часто имела дело с любовью и похотью, унаследованной от блюза, а также с песнями, часто затрагивавшими личность женщины.
Эстетически глэм-метал в значительной степени опирается на глэм-рок 1970-х годов, позаимствовав от этого жанра очень длинные начёсанные волосы, использование макияжа, яркую одежду и аксессуары (в основном хлопчатобумажные и кожаные джинсы, спандекс и повязки). Визуальные аспекты глэм-метала привлекли внимание музыкальных телевизионных программ, в частности MTV, появление которого совпало с подъёмом жанра. Глэм-метал исполнители были скандально известны из-за своей развратной жизни и ночных вечеринок, которые широко освещались в бульварной прессе.

## Терминология
Социолог Дина Вайнштейн собрала большое количество терминов, используемых для описания более коммерческих форм хеви-метала, которые она объединила словом лайт-метал. Они включают в себя, помимо глэм-металла, мелодичный метал, фолс-метал, «пудель-группы», нёрф-метал, поп-метал или метал-поп. Последний термин был придуман критиком Филиппом Баше в 1983 году для описания звучания таких групп, как Van Halen и Def Leppard.
Сайт Allmusic различает поп-метал, причисляемый ко всем поп-тонированным хард-рок и хеви-метал исполнителям 80-х годов (в том числе Def Leppard, Bon Jovi, Europe), от хэйр-метала, для которого были характерны роскошные наряды и яркий макияж, использовавшиеся такими группами, как Poison, Twisted Sister и Motley Crue. Использование уничижительного термина хэйр-метал началось в начале 90-х годов, как только гранж, вобравший хеви-металлические наработки 80-х годов, завоевал популярность. В «жанровом дереве метала» из фильма «Путешествие металлиста» антрополог Сэм Данн отличает поп-метал, который включает в себя такие группы, как Def Leppard, Europe и Whitesnake, от глэм-метал групп, таких как Motley Crue, Twisted Sister и Poison.

## История

### Истоки

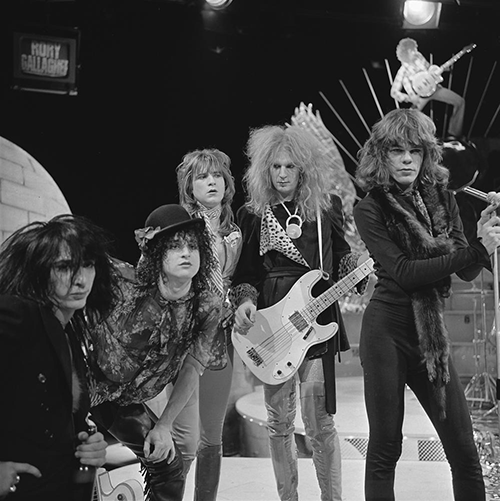
Группа New York Dolls в 1973 году. Их визуальный стиль повлиял на внешний вид многих глэм-метал групп 1980-х.

Музыкальный журналист Стивен Дэвис утверждает, что влияние стиля можно проследить в творчестве таких групп, как Aerosmith, Kiss, Boston, Cheap Trick и New York Dolls. Особенно большое влияние на жанр оказали группа Kiss, а также шок-рок исполнители, такие как Элис Купер. Окончательно внешний вид исполнителей хэйр-метала был фактически оформлен финской группой Hanoi Rocks.
Группа Van Halen из Лос-Анджелеса, выстрелившая в 1978 году благодаря гитарным навыкам Эдди Ван Халена, расценивалась критиками как наиболее повлиявшая на жанр. Он популяризировал технику игры двуручного легато под названием тэппинг, наглядно продемонстрировав её в песне «Eruption» из альбома Van Halen. Это звучание гитары и выходки певца Дэвида Ли Рота на сцене, вероятно, оказали весьма сильное влияние на глэм-метал, хотя группа никогда не принимала в полной мере того факта, что её относили к эстетике глэма.
Группу Def Leppard часто относят к новой волне британского хеви-метала, но в 1981 году группа выпустила свой второй альбом High 'N' Dry, который представлял собой смесь глэм-рока с хеви-металом, определив тем самым звучание на десять лет вперёд. Следующий альбом группы Pyromania, проданный в количестве 10 млн копий и ставший «бриллиантовым» согласно Американской ассоциации звукозаписывающих компаний, достиг второго места в Billboard 200, а синглы «Foolin», «Photograph» и «Rock of Ages» способствовали появлению группы на MTV. Ей широко подражали многие группы развивавшейся тогда калифорнийской сцены.

### Первая волна (1981—1984)

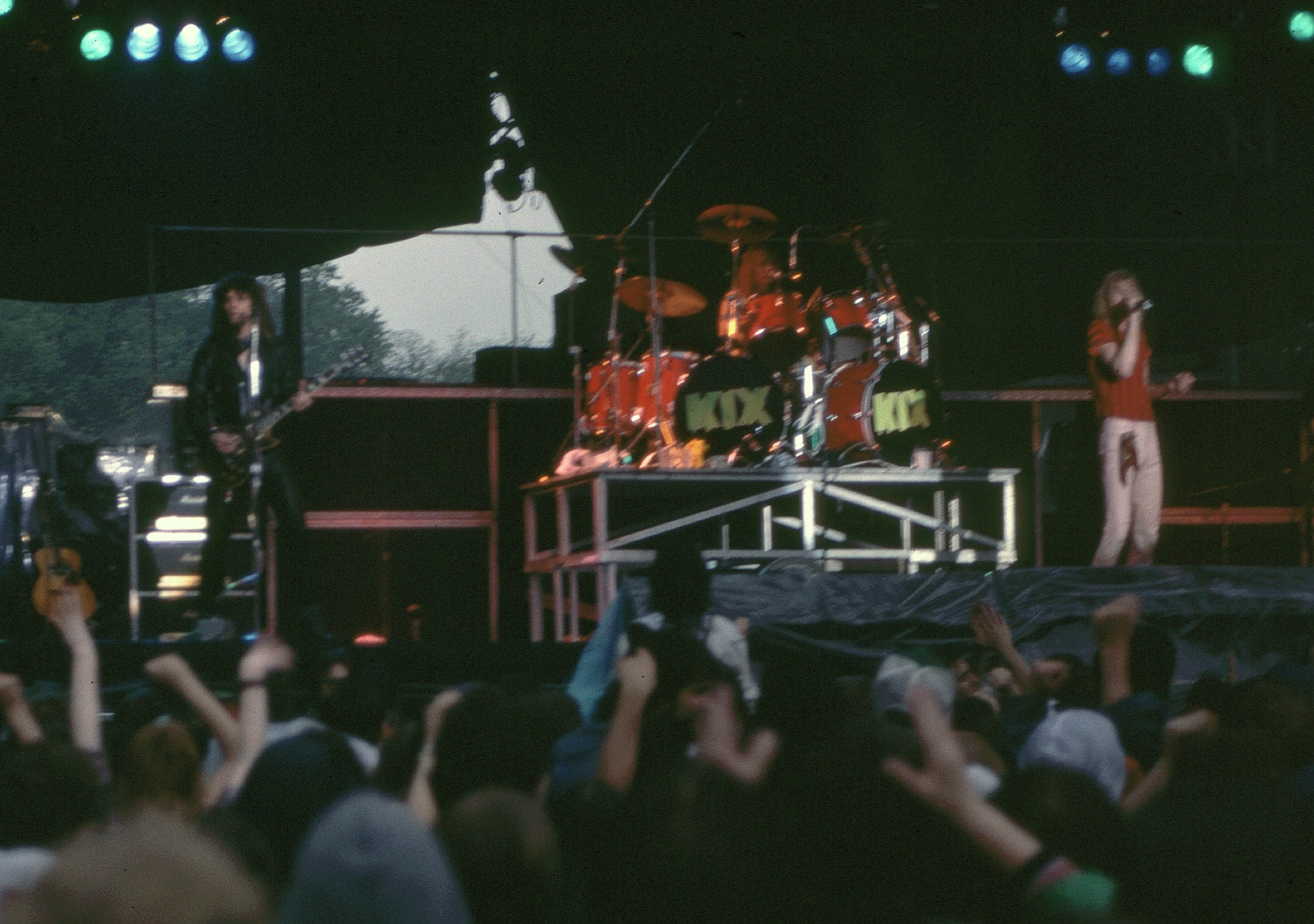
Группа Kix на сцене в 1983 году.

В начале 80-х годов ряд групп США начал двигаться к тому, что стало потом называться глэм-металом. Среди них была и группа Kix с Западного Мэриленда, которая выпустила свой одноименный дебютный альбом в 1981 году. Первый альбом Dawn Patrol группы из Сан-Франциско Night Ranger попал в американский Top 40, однако их настоящим прорывом стала пластинка 1983 года под названием Midnight Madness, в которую вошёл сингл «Sister Christian». Нью-йоркская группа Twisted Sister, изначально образовавшаяся как глэм-рок группа в 1972 году, выпустила в 1982 году свой первый альбом под названием Under the Blade. Kiss, начиная с альбома Animalize, играли глэм-метал вплоть до окончания 80-х.
Наиболее активной глэм-метал сцена была в клубах на Сансет Стрип, среди которых были The Trip, Whisky a Go Go и Starwood. Эти клубы начали избегать бронирование выступлений панк-рок групп из-за страха насилия, и сосредоточились на метал-группах, обычно на основе предложения «платить, чтобы играть», создавая яркую сцену для хард-рока. Одна из первых групп, вышедших с этой сцены, стала Mötley Crüe, которая выпустила 2 альбома: Too Fast for Love в 1981 году и Shout at the Devil в 1983. Дебютный альбом американского коллектива Quiet Riot под названием Metal Health в 1983 году стал первой глэм-метал пластинкой, которая достигла первой позиции в чартах Billboard и помогла открыть двери успеха последующим группам. Увеличение числа лос-анджелесских групп были способствовало выпуску других дебютных альбомов в 1984 году, в том числе Out of the Cellar коллектива Ratt и одноимённой пластинки W.A.S.P.. В это же время группа Black 'n Blue, сформированная в Портленде, выпускает свой одноимённый дебютный альбом, а нью-йоркская группа White Lion в 1984 году — пластинку Fight to Survive. Все эти группы сыграли важную роль в формировании общего имиджа и звучания глэм-метала.

### Вторая волна (1985—1991)

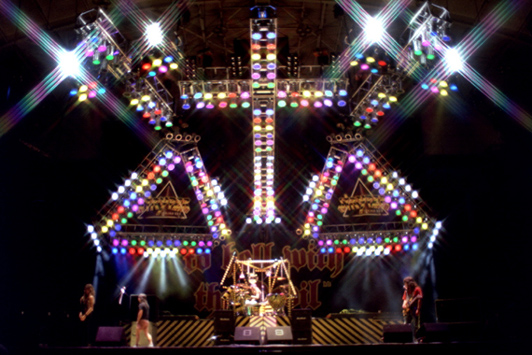
Первая группа в жанре христианский метал Stryper на сцене в 1986 году

К середине 80-х годов начался крупный успех глэм-метала в мейнстриме. Лос-Анджелес продолжил стимулировать самую важную глэм-метал сцену вокруг улицы Сансет Стрип, такими группами, как London. London первоначально была образована как глэм-рок группа в 70-х годах, однако свой дебютный альбом Non Stop Rock выпустила только в 1985 году. Группа примечательна тем, что через её ряды прошли будущие участники Mötley Crüe, Cinderella, W.A.S.P. и Guns N’ Roses. Пенсильвания также не отставала от Лос-Анджелеса, выпустив такие успешные группы, как Poison из Гаррисберга и Cinderella из Филадельфии. Эти группы в 1986 году выпустили 2 мультиплатиновых альбома: Look What the Cat Dragged In и Night Songs, соответственно. Группа Stryper, образованная в 1983 году в округе Ориндж, осуществила свой прорыв в мейнстрим в 1986 году благодаря платиновому альбому под названием To Hell with the Devil, а также внесла христианскую лирику песен в хард-рок и глэм-метал исполнение. В 1986 году группа Van Halen вместе с новым вокалистом Сэмми Хагаром выпустила альбом 5150, который достиг первой позиции в США за три недели, и было продано более шести миллионов копий. Альбом The Final Countdown шведской группы Europe, который стал неофициальным гимном глэм-метала, попал в топ 10 многих государств, в том числе и США, а заглавный сингл достиг первой позиции в чартах 26 стран.
Наиболее коммерчески значимым релизом эры глэм-метала стал альбом Slippery When Wet группы Bon Jovi из Нью-Джерси, который представлял собой смесь хард-рока и поп-музыки и провел в общей сложности почти восемь недель на вершине чарта Billboard 200. Было продано более 12 миллионов копий этого альбома. Эта пластинка стала первым хард-рок альбомом, который породил три сингла, два из которых достигли номер один. Альбом ознаменовал собой расширение аудитории глэм-метала, привлекая как женщин, так и мужчин, ознаменовав прорыв на MTV и коммерческий успех среди других групп в конце десятилетия. В середине-конце 80-х годов глэм-метал группы имели сильную ротацию на каналах, особенно в ежедневных новостях MTV, а некоторые коллективы появлялись на таких передачах, как Headbanger’s Ball, которая стала одной из самых популярных программ с количеством просмотров более 1,3 миллиона в неделю. Группы также получили сильную ротацию на радиостанциях, таких как KNAC в Лос-Анджелесе. Во второй половине десятилетия, несмотря на преимущественно негативные критические рецензии и остережения некоторых отделов музыкальной индустрии, глэм-метал стал наиболее надёжной формой коммерческой поп-музыки США.
Группа Mötley Crüe в 1987 году с альбомом Girls, Girls, Girls продлила свой успех, а Def Leppard с пластинкой Hysteria достигла своего коммерческого пика, создав хард-рок запись из 7 хит-синглов. В 1987 году группа Faster Pussycat выпускает свой одноимённый дебютный альбом, однако наибольшего успеха достиг коллектив Guns N’ Roses, изначально сформировавшийся в результате соединения L.A. Guns и Hollywood Rose, который выпустил бестселлер под названием Appetite for Destruction. Альбом с более сильным и жёстким звуком, чем у большинства глэм-метал пластинок, породил три успешных хит-сингла, включая песню «Sweet Child o' Mine», который достиг первой позиции. Превосходство стиля было таким, что калифорнийская хардкор группа TSOL в этот период двинулась в сторону глэм-метала.
В последние годы десятилетия наиболее заметные успехи были у альбомов New Jersey, OU812 и Open Up and Say… Ahh!, последний из которых породил хит-сингл «Every Rose Has Its Thorn», и было продано восемь миллионов копий по всему миру. Группы Britny Fox из Филадельфии и Winger из Нью-Йорка выпустили свой одноимённые дебютные альбомы в 1988 году. В 1989 году Mötley Crüe выпустила свой самый коммерчески успешный альбом, мультиплатиновый номер один под названием Dr. Feelgood. В том же году одноимённый дебютные альбомы были выпущены группами Danger Danger из Нью-Йорка и Dangerous Toys из Остина, для которых был характерен южный рок. Свои дебютные альбомы, Dirty Rotten Filthy Stinking Rich и Skid Row, соответственно, в 1989 году также выпустили группы Warrant и Skid Row, последний из которых достиг шестой позиции в чарте Billboard 200. Эти коллективы стали одними из последних крупных групп, которые появились в эру глэм-метала. Глэм-метал вошёл в 90-х годах как один из самых коммерчески успешных жанров поп-музыки. В 1990 году дебютные альбомы Stick It to Ya и FireHouse групп Slaughter из Лас-Вегаса и FireHouse из Северной Каролины, соответственно, достигли 18 и 21 мест в Billboard 100. Они, вероятно, являются пиком коммерческого достижения глэм-метала. Альбомы Guns N’ Roses Use Your Illusion I, Use Your Illusion II и Van Halen — For Unlawful Carnal Knowledge только закрепили в 1991 году популярность глэм-метала. В 1992 году Def Leppard, вслед за альбомами Hysteria и Adrenalize, которые стали мультиплатиновыми, создала четыре хит-сингла, занимавшие первое место в американских чартах в течение пяти недель, а их единственный хард-рок альбом в течение года достиг той же позиции, что и песни.
Заметным успехом также пользовались альбомы советской глэм-метал группы Парк Горького — их одноимённый альбом достиг 85 строчки в хит-параде Billboard 200 и за несколько недель в Америке было продано более 300 000 копий этого альбома. Второй их альбом Moscow calling также достиг большого успеха за границей, особенно в Европе, а в Дании он получил платиновый статус.

#### Японская сцена

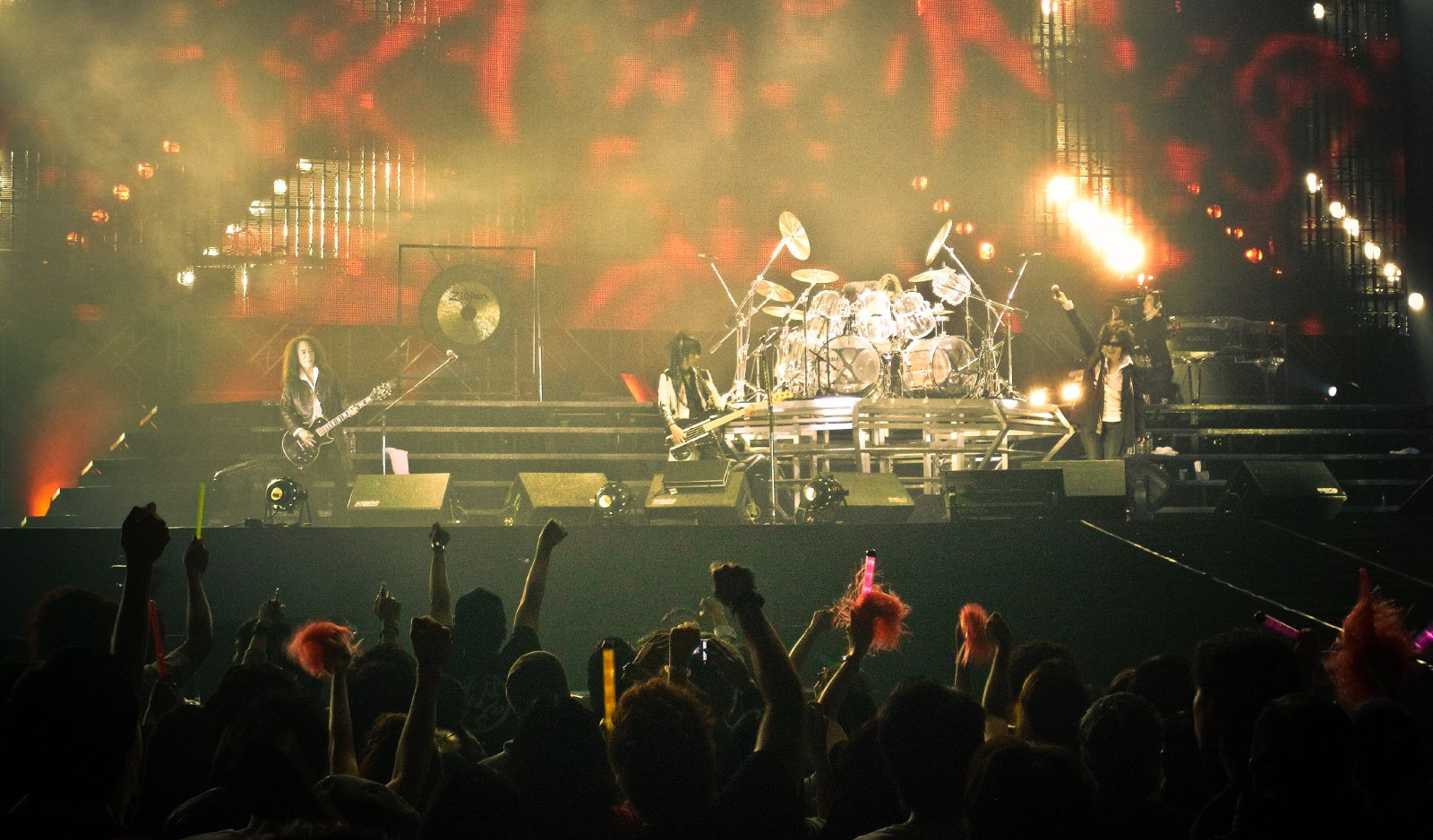
X Japan выступают во время мирового тура в Гонконге (2009 год)

Популярность глэм-сцены в США и Великобритании, постепенно начала распространяться на весь мир, в том числе и Азию. Первый контакт был сделан американской глэм-рок группой Kiss, которая выступила в 1977 году на токийском стадионе Ниппон Будокан. Это событие вызвало в стране волну увлечения творчеством группы и произвело впечатление на будущего одного из самых влиятельных людей в visual kei, hide (настоящие имя Мацумото Хидэто яп. 松本 秀人) — альбом Kiss Alive! и сделал его рок-фанатом. Впоследствии Хидэ присоединился к неофициальному фан-клубу Kiss в своём родном городе Йокосуке и через год купил свою первую гитару.
В 1982 году Хидэ уже играющий в своей хэви-метал группе и начинавший интересоваться американским глэм-металом, по приглашению Хаяси, Ёсики (яп. 林 佳樹 ) стал участником X Japan, первой японской рок-группы, добившейся мирового успеха и ставшей новатором в visual kei. Несмотря на то что коллектив существовал ещё с 1979 года (неофициально), они впервые дебютировали только в 1985 с синглом I'LL KILL YOU, посвящённому Войне во Вьетнаме. Для того, чтобы выбиться из числа инди-групп и просто быть не похожими на других, Йошики и Хидэ первыми начали использовать образ западных глэм-метал-групп, поклонником которых являлся Хидэ, в частности таких групп как Guns N’ Roses, и особенно их гитариста Иззи Стрэдлина, чьёму образу он иногда подражал . Вскоре они получили мейджор-статус и стали самой успешной рок-группой Японии. В ответ на вопрос «В чём суть вашего творчества?» Йошики охарактеризовал его как Psychedelic Violence — Crime of Visual Shock («психоделическое насилие, преступление визуального шока». Впоследствии для краткости осталось только само понятие visual, в конце концов обрело современное название Visual kei (яп. ヴィジュアル系 Видзюару кэй, «визуальный стиль»).
Этот путь решили повторить и другие японские рок-коллективы. Многие Visual-kei-группы 1980-х годов исполняли глэм-метал, а упор делали на гротескный имидж: к их же числу относились X Japan и COLOR. Вокалист последней, Томми «Динамит», впоследствии в 1986 году основал один из крупнейших лейблов Free-Will. Творчество всех этих групп в основном было похоже на западный (в основном, американский и британский) глэм-метал, хотя они постепенно отходили от него в силу особенностей своего звучания. Помимо групп, влившихся в visual kei, на музыкальной сцене Японии было и множество глэм-метал групп западного образца, среди которых наиболее известны 44 Magnum, Show Ya, SABER TIGER, Earthshaker и более поздние Sex Machineguns.

### Падение популярности (1992—1997)

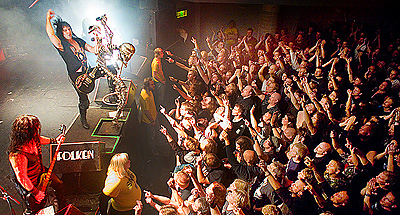
W.A.S.P. на сцене в Ставангере, Норвегия в 2006 году

Фильм 1988 года под названием «Упадок Западной Цивилизации Часть II: Годы метала» охватил тему лос-анджелесской глэм-метал сцены успешных и начинающих групп. Этот фильм подчеркнул обратную сторону глэм-метала, особенно сцену, в которой гитарист группы W.A.S.P. Крис Холмс дал интервью, выпивая водку на надувном матрасе в бассейне в присутствии матери. Результатом всего увиденного стала негативная реакция на глэм-метал . В начале 90-х популярность глэм-метала резко пошла на спад после почти десятилетнего доминирования. Часть критиков и музыкантов начала высмеивать глэм-металлические группы, называя их «волосатыми фермерами», что является намёком на термин хэйр-метал. Другой причиной снижения популярности стиля могло быть отношение слушателей к пауэр-балладам. Использование этих баллад, особенно в качестве хард-рокового гимна, считалось ключевой формулой успеха, однако в конце 80-х и начале 1990-х аудитория потеряла к ним всякий интерес.
Ещё одним важным фактором спада стал подъём гранжа за счёт творчества таких групп, как Alice in Chains, Pearl Jam и Soundgarden. Это стало особенно очевидным в 1991 году после успеха альбома Nevermind группы Nirvana, в котором сочетались элементы хардкор-панка, «грязное» звучание хеви-метала за счёт использования дисторшна, фузза и фидбэка, а также мрачная лирика песен, являвшаяся полной противоположностью глэм-металлической эстетики. Многие крупные лейблы были обескуражены неожиданным успехом гранжа и начали подписывать контракты с молодыми исполнителями, которые были куда более осведомлёнными в музыке. Как следствие, канал MTV переключился на гранж, а эфир глэм-метал групп был отведён на ночное время суток, и в конце 1994 года программа Headbanger’s Ball прекратила своё вещание, в то время как станция KNAC перешло на испаноязычное радиовещание. Учитывая то, что песни глэм-металлистов не могли полноценно транслироваться по радио, они не доходили до своей аудитории. Другие альтернативные рок-группы, такие как Red Hot Chili Peppers и Jane’s Addiction также поспособствовали падению глэм-метала.
Часть исполнителей пытались изменить своё звучание, в то время как другие боролись за свой оригинальный формат. В 1995 году группа Van Halen выпустила мультиплатиновый альбом Balance, ставший последней пластинкой с участием вокалиста Сэмми Хагара. В 1996 году Дэвид Ли Рот ненадолго вернулся в группу, а позже его заменил бывший участник группы Extreme вокалист Гэри Чероне, которого вскоре уволили после выпуска провального в коммерческом плане альбома 1998 года под названием Van Halen III . До 2004 года группа Van Halen не участвовала в турне и не записывала пластинки. Деятельность оригинального состава Guns N’ Roses на протяжении всего десятилетия также сошла на нет. В 1990 году был уволен барабанщик Стивен Адлер, а в 1991 году после записи Use Your Illusion I и Use Your Illusion II группу покинул гитарист Иззи Стрэдлин. Напряжённые отношения между остальными участниками группы и вокалистом Экслом Роузом продолжилась после выхода в 1993 году кавер-альбома The Spaghetti Incident?. В 1996 году группу покидает гитарист Слэш и бас-гитарист Даф Маккаган. Эксл Роуз остался единственным оригинальным участником, который начал работать с постоянно меняющимся составом над записью нового альбома, завершённого только через десять лет.

### Возрождение (1998 — настоящее время)

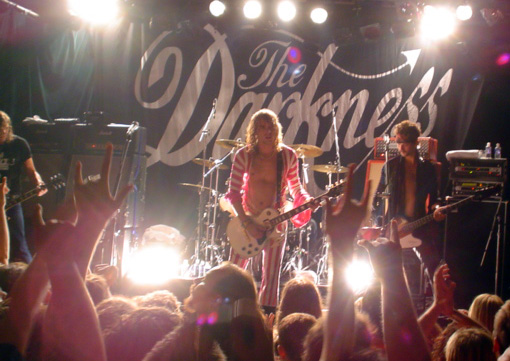
The Darkness на сцене в Сиднее в 2004 году

В конце 90-х и начале 2000-х глэм-метал начал постепенно возрождаться. Одни группы, которые сумели пережить падение, снова начали пользоваться популярностью, другие вновь воссоединились, а новоиспечённые коллективы начали подражать стилю глэм-метал. Группа Bon Jovi в 2000 году сумела достичь коммерческого успеха благодаря хиту «It’s My Life». В 2005 году группа переключилась на кантри-музыку, записав версию собственной песни под названием «Who Says You Can't Go Home», которая достигла первого места в 2006 году в чарте Hot Country Singles, а кантри-рок альбом Lost Highway поднялся на вершину в 2007 году. В 2009 году Bon Jovi выпустили альбом The Circle, который ознаменовал возвращение группы к своим хард-роковым корням и достиг первой позиции в чарте Billboard 200. В 1997 году Mötley Crüe воссоединились с вокалистом Винсом Нилом для записи альбома Generation Swine, а Poison в 1999 году — с гитаристом Си Си Девиллем для выпуска Power to the People, после чего обе группы отправились в гастрольный тур. В этот же период произошли воссоединения группы Van Halen с некоторыми бывшими её участниками (сначала с Сэмми Хагаром в 2004 году, а затем с Дэвидом Ли Ротом в 2007 году), в результате которых последовая тур. В 2008 году выходит долгожданный альбом Guns N’ Roses под названием Chinese Democracy, однако он получил платину только в США, за ним не последовало каких-либо хит-синглов, и не сумел повторить успех группы в конце 80-х и начале 90-х годов. Сингл «The Final Countdown» группы Europe вновь обрёл новую волну популярности, и, по истечении нескольких лет, произошло воссоединение участников коллектива. В это же время воссоединились группы Ratt, Britny Fox, Stryper и Skid Row.

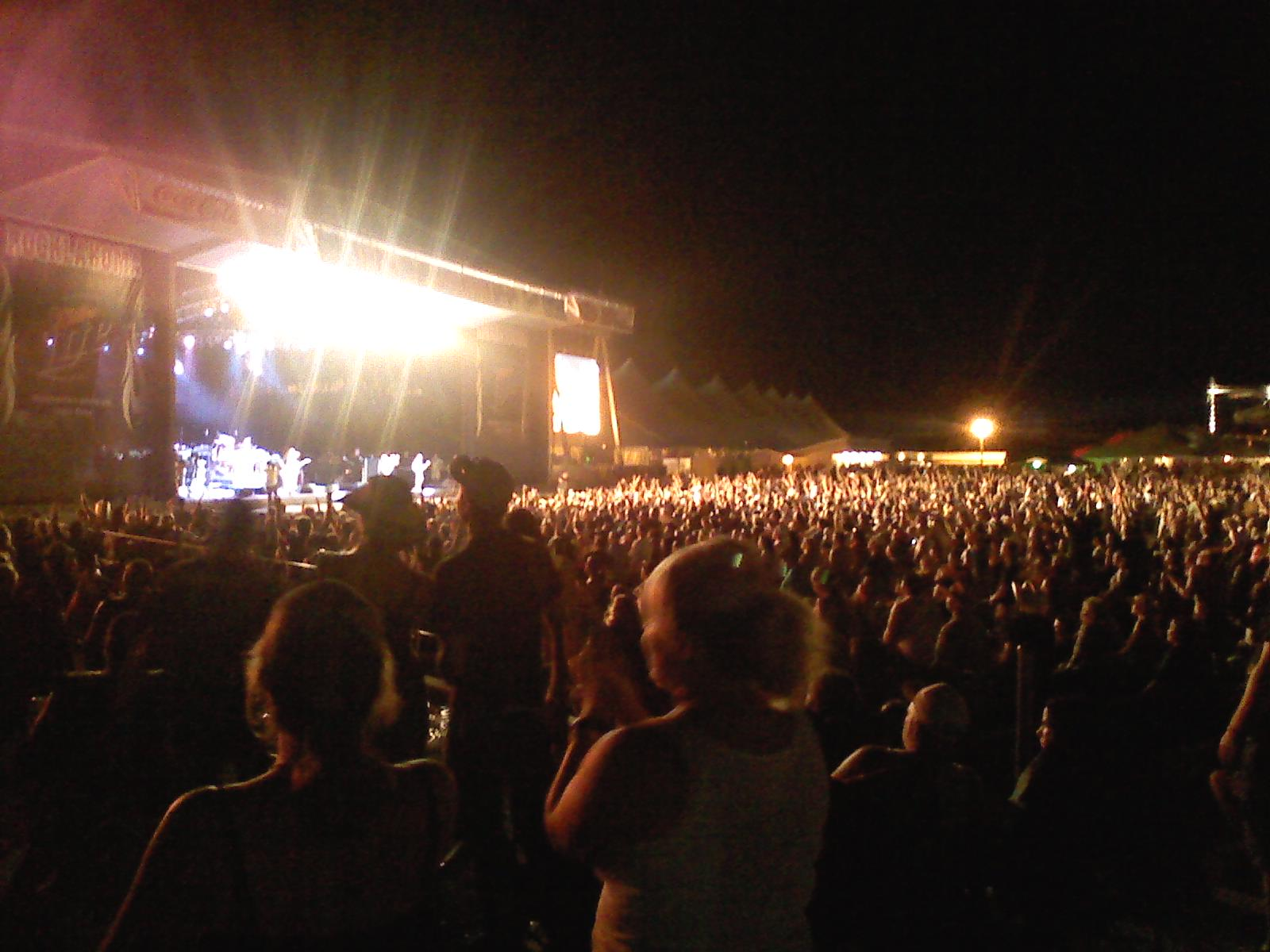
Фестиваль Rocklahoma в Оклахоме в 2008 году

С 1999 года начался выпуск альбомов-компиляций под названием Monster Ballads, которые состояли из популярных пауэр-баллад, как правило в стиле глэм-метал. Альбом, который являлся ностальгией по временам глэм-метала, с выпуска первого тома становится платиновым. Начиная с 1998 года, канал VH1 начал спонсировать фестиваль Rock Never Stops Tour, который повидал многие глэм-метал группы, принявших участие в нём, в том числе в самом первом туре: Warrant, Slaughter, Quiet Riot, FireHouse и L.A. Guns. Группа Slaughter в 1999 году также приняла участие в фестивале вместе с Тедом Ньюджентом, Night Ranger и Quiet Riot. В 2000 и 2002 году в фестивале приняли участие Poison и Cinderella, а в 2005 году группа Cinderella становится хедлайнером тура Rock Never Stops при поддержке Ratt, Quiet Riot и FireHouse. С 2007 года в Оклахоме начал проводиться четырёхдневный фестиваль Rocklahoma, на котором выступили такие глэм-метал группы, как Poison, Ratt и Twisted Sister. Группы Warrant и Cinderella в 2008 году являлись co-хедлайнерами фестиваля. Ностальгия по глэм-металу проявилась в создании тематического мюзикла под названием Rock of Ages, премьера которого проходила в Лос-Анджелесе в 2006 году и Нью-Йорке в 2008 году. По мюзиклу был создан фильм, который вышел в 2012 году.

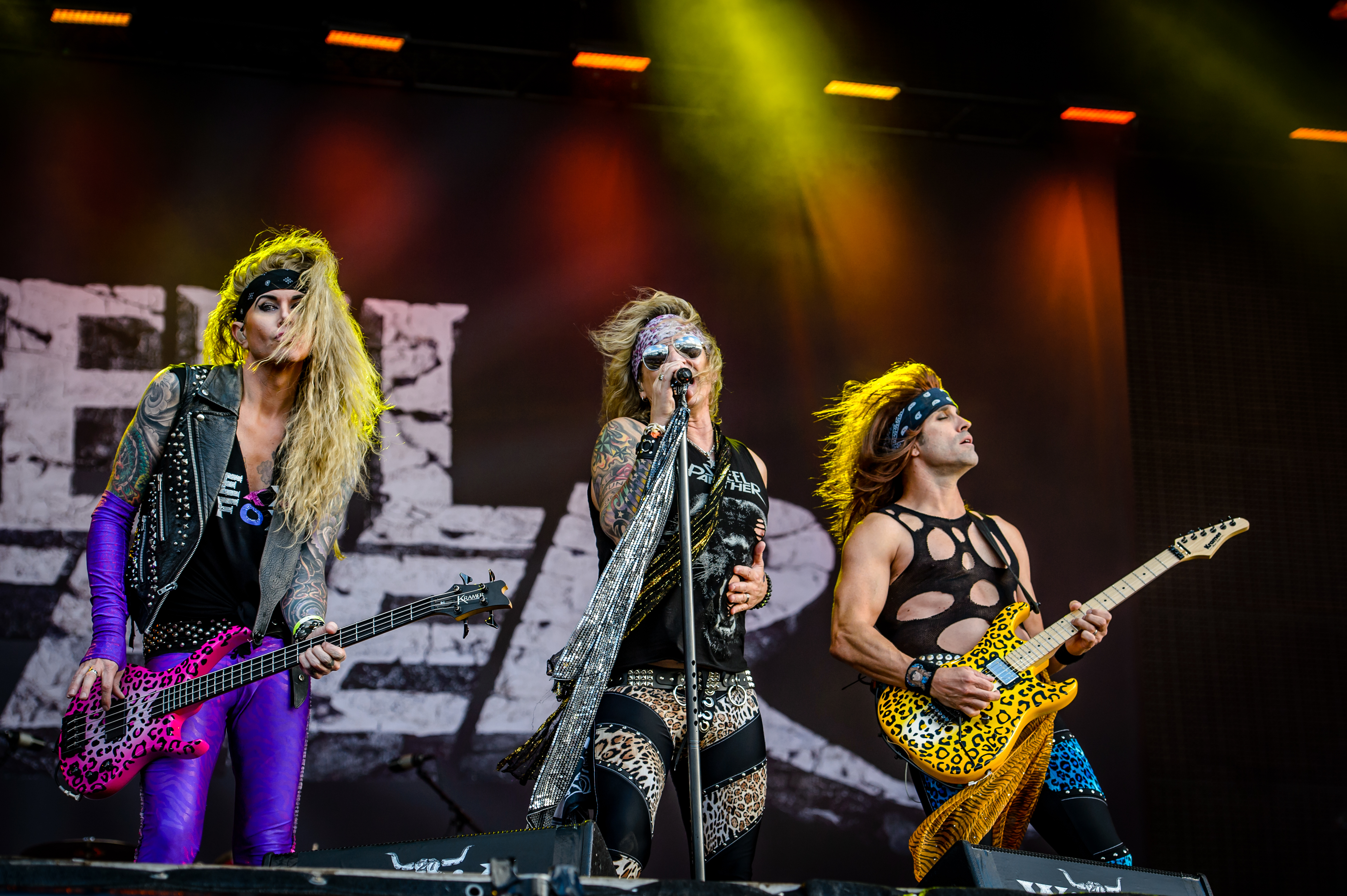
Steel Panther на Wacken Open Air

Глэм-метал частично испытал возрождение на рубеже века, отчасти из-за повышенного интереса в Интернете, а также деятельности успешного музыкального фестиваля Glam Slam Metal Jam, который прошёл летом 2000 года. В начале 2000-х годов несколько новых групп в той или иной форме начали возрождать глэм-метал. Альбом группы The Darkness под названием Permission to Land, выпущенный в 2003 году, который описывался как «поразительная реалистичная симуляция метала 80-х и глэма 70-х годов», занял верхние позиции британских чартов, а последовавшая за ним пластинка 2005 года One Way Ticket to Hell… and Back стала мультиплатиновой и достигла 11 места в хит-парадах, однако в 2006 году коллектив распался. У группы из Лос-Анджелеса под названием Steel Panther на рубеже десятилетия появились последователи, которые играют глэм-метал в стиле 80-х. В Швеции слиз-рок движение пыталось возродить жанр с такими группами, как Vains of Jenna, Crashdiet и H.E.A.T. Финская группа The 69 Eyes соединила глэм-метал с готик-роком в своей музыке. Другими новыми проектами стали Beautiful Creatures и Buckcherry. Прорывной альбом 2006 года последних 15 стал в США платиновым и в 2007 году породил сингл «Sorry», который попал в топ 10 Billboard Hot 100.

## Видеоклипы
Крис Стеффен из AllMusic совместно с авторами книги Nöthin' But a Good Time: The Uncensored History of the '80s Hard Rock Explosion составили список из 8 самых революционных, противоречивых и знаковых видеоклипов хард-рока 1980-х:
- Nelson (группа)[англ.] — «(Can't Live Without Your) Love and Affection[англ.]»
- Poison — «Talk Dirty to Me[англ.]»
- Ratt — «Round and Round[англ.]»
- Mötley Crüe — «Looks That Kill»
- Warrant — «Cherry Pie»
- Faster Pussycat — «Don’t Change That Song»
- Guns N’ Roses — «It’s So Easy»
- Junkyard (группа)[англ.] — «Simple Man»

## Величайшие альбомы по версииRolling Stone
Американский журнал Rolling Stone в 2019 году выпустил список «50 величайших альбомов хейр-метала всех времён», в котором места с 1-го по 10-е заняли:
1. Def Leppard — Hysteria (1987)
2. Poison — Look What the Cat Dragged In (1986)
3. Bon Jovi — Slippery When Wet (1986)
4. Mötley Crüe — Shout at the Devil (1983)
5. Skid Row — Skid Row (1989)
6. Ratt — Out of the Cellar (1984)
7. Faster Pussycat — Faster Pussycat (1987)
8. Kix — Blow My Fuse[англ.] (1988)
9. Mötley Crüe - Too Fast for Love (1981)
10. Cinderella - Long Cold Winter (1988)